# ژان-میشل پیکارت
ژان-میشل پیکارت (فرانسوی: Jean-Michel Picart‎; دهه ۱۶۰۰ – ۲۴ نوامبر ۱۶۸۲) نقاش اهل فلاندر بود.
اطلاعات کمی در مورد زندگی این هنرمند وجود دارد. او احتمالاً در حدود سال ۱۶۰۰ در آنتورپ به دنیا آمده اما نام اصلی هنرمند ثبت نشده‌است. او پس از نقل مکان به فرانسه، یک شکل فرانسوی از نام فلاندری خود را پذیرفته.
پیکارت پس از مهاجرت از آنتورپ به پاریس نقاش دربار لوئی چهاردهم شد. او بیشتر برای خلق نقاشی‌های  طبیعت بی جان گل و میوه شناخته میشود.

## نگارخانه

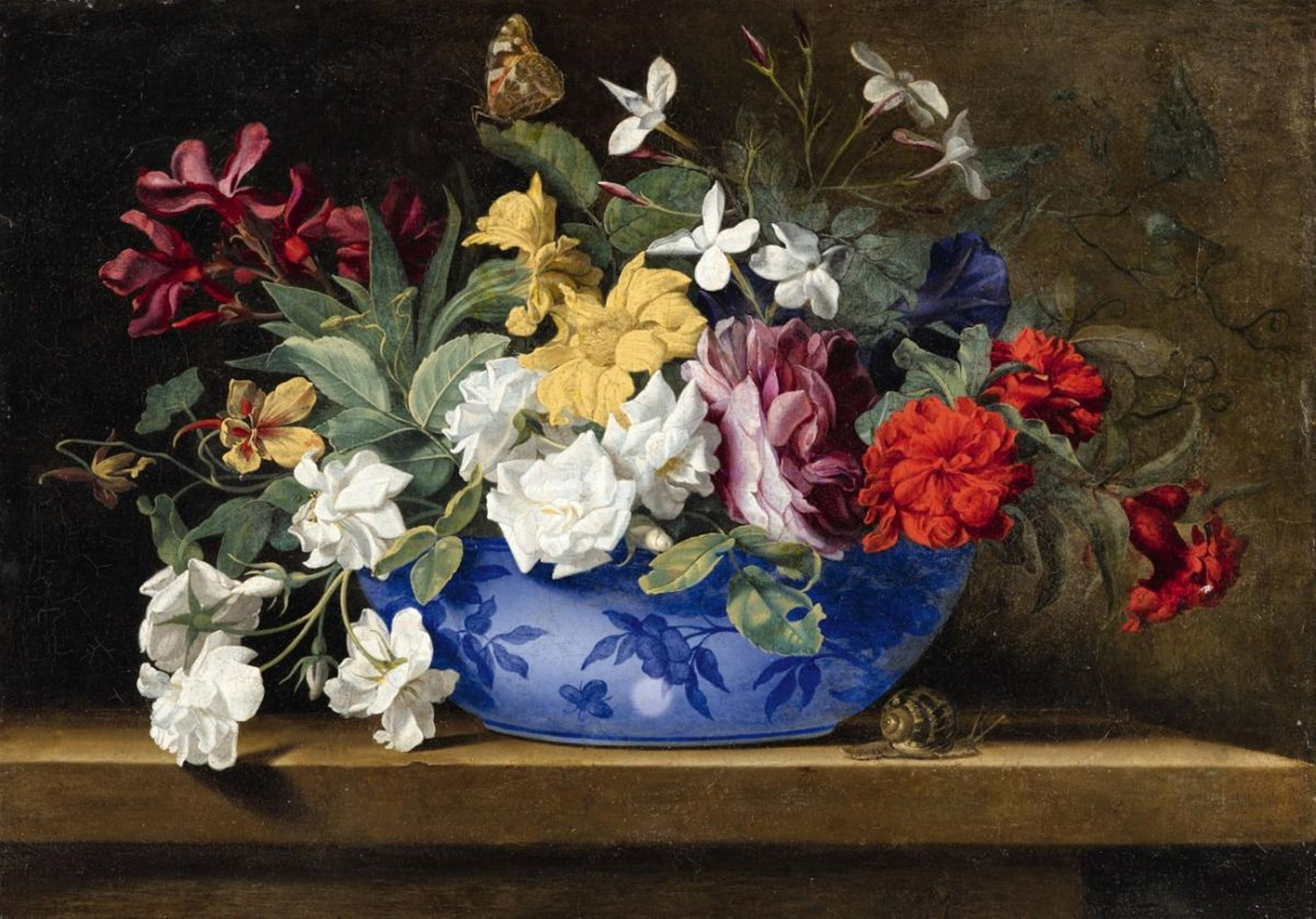
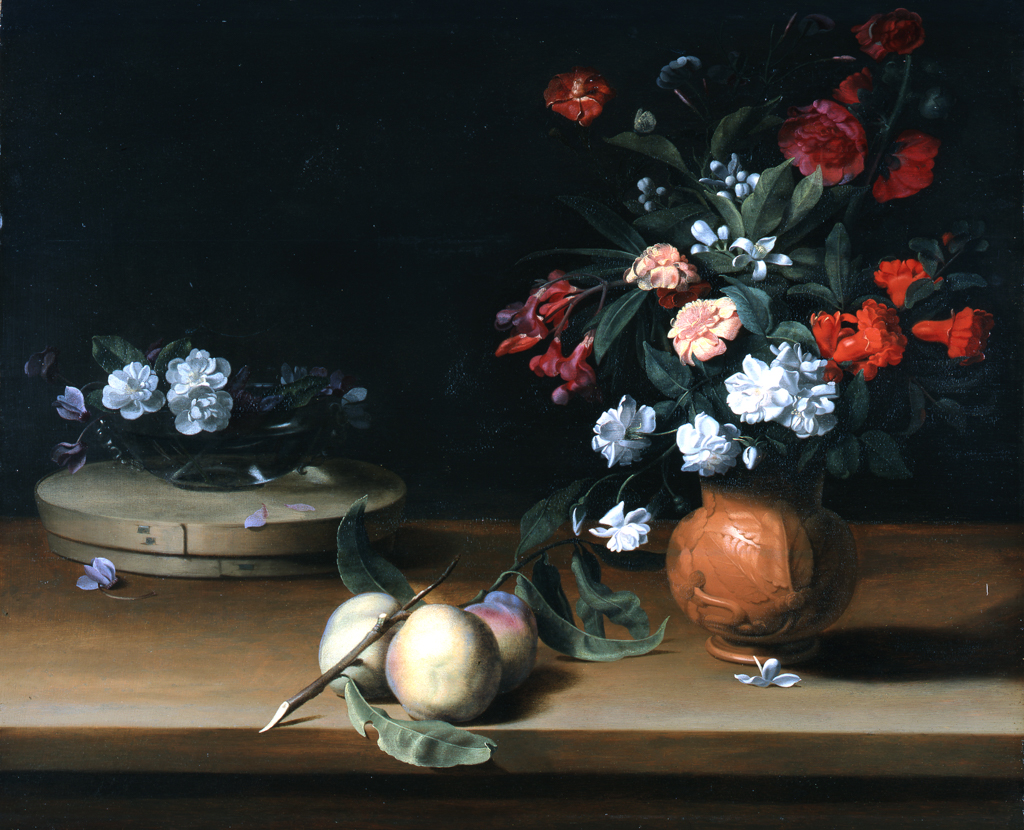
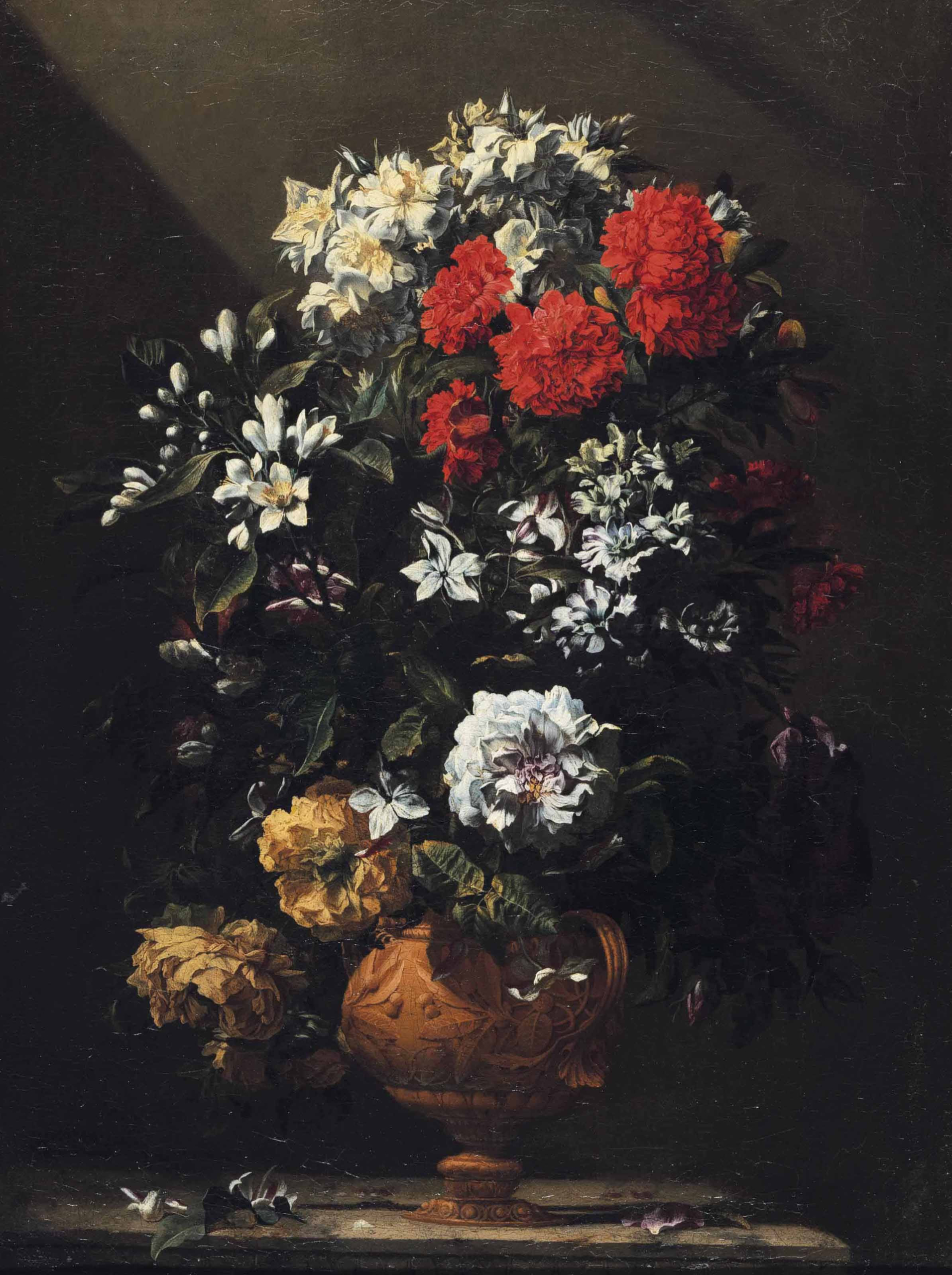
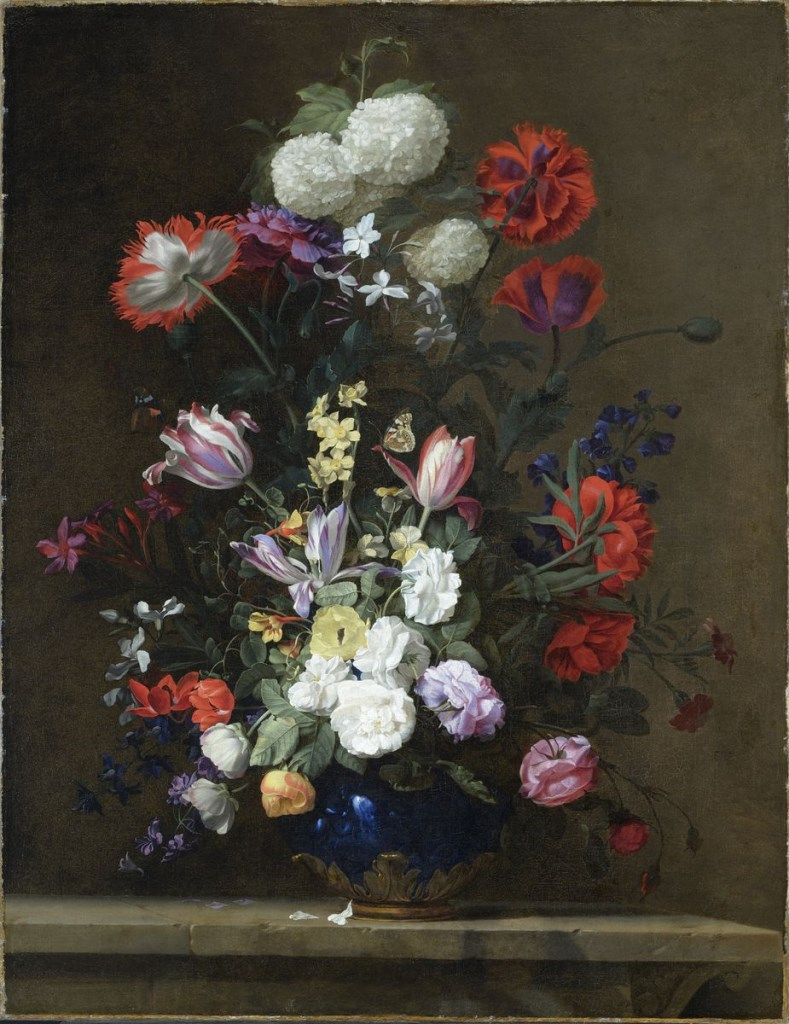
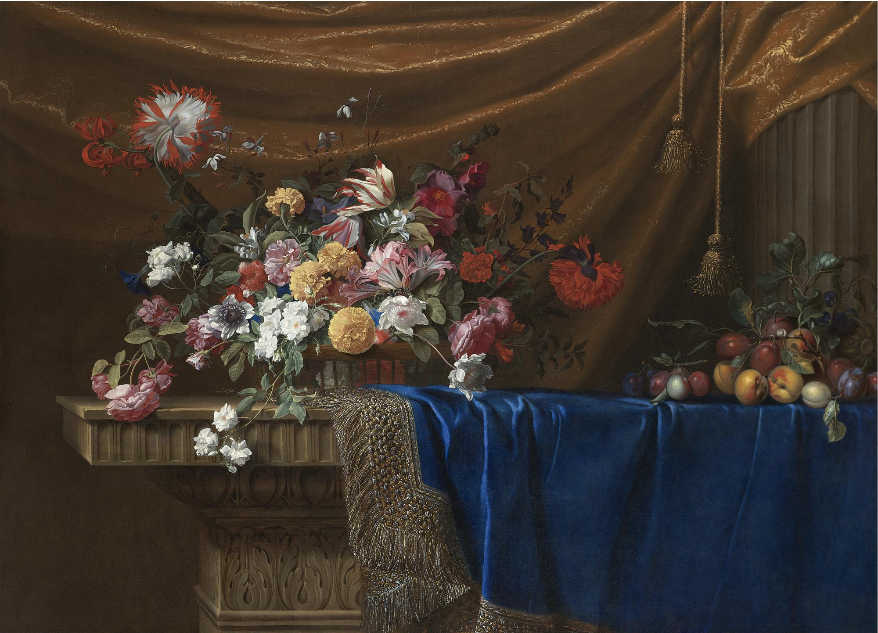
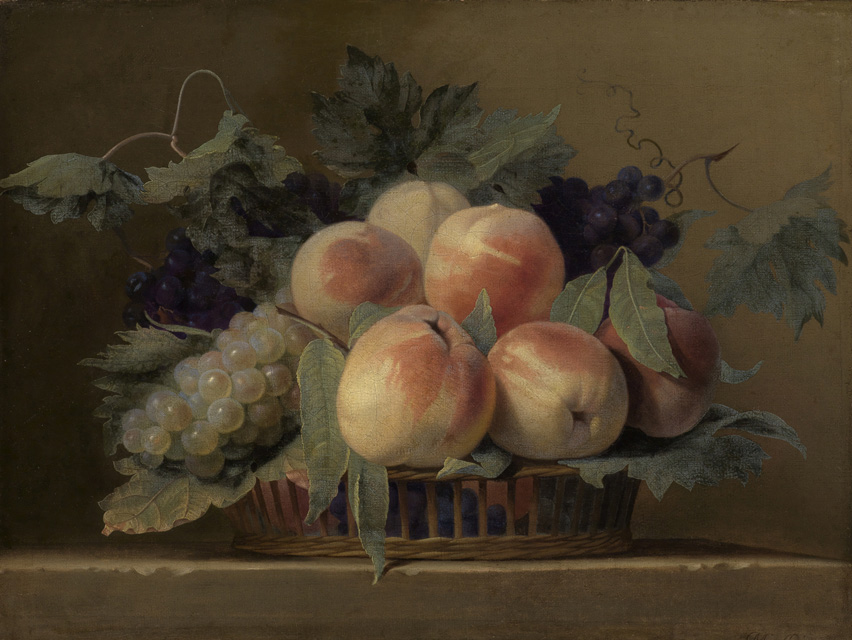
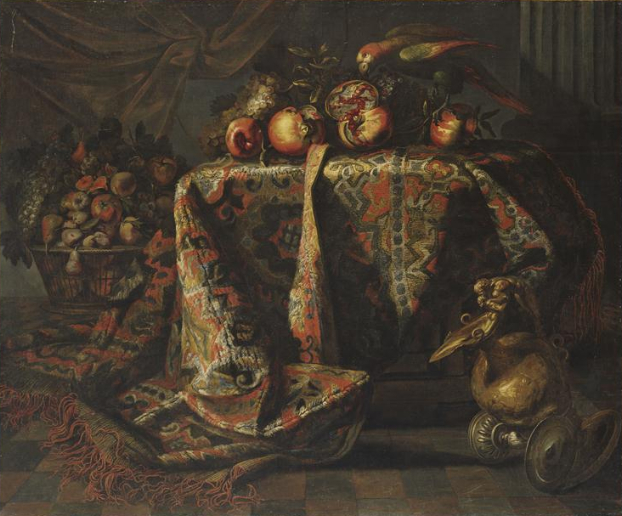